# Chiprana
Chiprana es un municipio y localidad de la provincia de Zaragoza, comunidad autónoma de Aragón en España. Su término incluye, además de la localidad, la entidad local menor de La Estación. Es conocida por la Reserva natural dirigida de las Saladas de Chiprana, donde se encuentra, entre otras, la laguna salada más grande y más profunda de la península ibérica.

## Geografía y clima
Chiprana se encuentra en la comarca de Bajo Aragón-Caspe a 102 km de Zaragoza y a 8 km de Caspe, la capital comarcal.
Situada a 178 m s. n. m., tiene un área de 38,87 km² y una población de 497 habitantes (INE 2020).
Dentro de su término municipal se encuentra la reserva natural dirigida de las Saladas de Chiprana.
La temperatura media anual de Chiprana es de 15 °C y la precipitación anual, 350 mm, es escasa.

## Prehistoria e historia
En «Los Ramos», dentro del término de Chiprana, se excavó un fondo de cabaña de planta circular delimitada por lajas de piedra hincadas y cubierta vegetal sustentada por postes de madera.
Se encontraron restos de talla, puntas de sílex triangulares y romboidales, raspadores y cerámicas hechas mano. El poblado data del Neolítico Final, aproximadamente del 3100 a. C.
En el lugar conocido como la «Dehesa de los Baños» se encuentran vestigios romanos relacionados con el tráfico fluvial que discurría antiguamente por el río Ebro. El yacimiento consiste en restos del Alto Imperio, una villa tardo romana y algunas necrópolis medievales.
No lejos de dicho yacimiento se excavó una gran villa rústica de grandes dimensiones, construida en sillares, en donde fueron utilizados materiales de construcciones anteriores.
Aunque es el Mausoleo de Chiprana —véase más abajo— la principal muestra del legado del Imperio Romano en la localidad.
En Chiprana estuvieron los templarios y los hospitalarios o sanjuanistas hasta la desamortización; su cruz blanca sobre fondo rojo ondeaba en la bandera de la localidad.
Se han hallado también necrópolis medievales.
En 1845, el historiador Pascual Madoz, en su Diccionario geográfico-estadístico-histórico de España, describe así a Chiprana:

Tiene 180 casas inclusa la municipal y cárcel, un castillo ó  palacio muy deteriorado... iglesia parroquial (San Juan Bautista)... 2 ermitas, llamada la primera Nuestra Señora de la  Consolación, de construcción sólida, su iglesia tiene  varios altares dorados con gusto, y según tradición perteneció á los  Templarios; la segunda llamada de San Marcos.

Madoz señala que en esa época había en Chiprana un molino harinero, una tejería, tres tejedores, un  zapatero y dos alpargateros.

## Demografía
Chiprana cuenta con una población de 500 habitantes (INE 2024).
| Gráfica de evolución demográfica de Chiprana entre 1842 y 2021                                                      |
| |
| Población de derecho según los censos de población del INE Población de hecho según los censos de población del INE |

| Nacionalidad | Hombres | Mujeres | Total | %      | Proporción |
| ------------ | ------- | ------- | ----- | ------ | ---------- |
| Española     | 161     | 161     | 322   | 62.5 % |            |
| Extranjera   | 106     | 87      | 193   | 37.4 % |            |

Desde los 1768 habitantes que registraba Chiprana en el censo de 1857, su población ha ido disminuyendo con el transcurso del tiempo. En el siglo XX, su población se redujo de 1381 habitantes en 1900 a 374 en 2001.
Sin embargo, se observa cierta recuperación en los últimos años.

## Administración y política
| Período   | Alcalde                                | Partido |  |
| --------- | -------------------------------------- | ------- |  |
| 1979-1983 | Manuel Berges Barriendos               | PSOE    |  |
| 1983-1987 |                                        |         |  |
| 1987-1991 |                                        |         |  |
| 1991-1995 |                                        |         |  |
| 1995-1999 |                                        |         |  |
| 1999-2003 |                                        |         |  |
| 2003-2007 |                                        |         |  |
| 2007-2011 | Francisco Javier Sergio Nicolás García | PAR     |  |
| 2011-2015 | Francisco Javier Sergio Nicolás García | PAR     |  |
| 2015-2019 | Francisco Javier Sergio Nicolás García | PP      |  |

| Partido político    | Partido político                                   | 2003   | 2007   | 2011   | 2015   |
| Partido político    | Partido político                                   | Ediles | Ediles | Ediles | Ediles |
|                     | Partido Popular de Aragón (PP)                     | —      | —      | —      | 5      |
|                     | Partido de los Socialistas de Aragón (PSOE-Aragón) | 3      | 2      | 2      | 2      |
|                     | Partido Aragonés (PAR)                             | 4      | 5      | 5      | —      |
| Total de concejales | Total de concejales                                | 7      | 7      | 7      | 7      |

## Patrimonio

### Patrimonio histórico

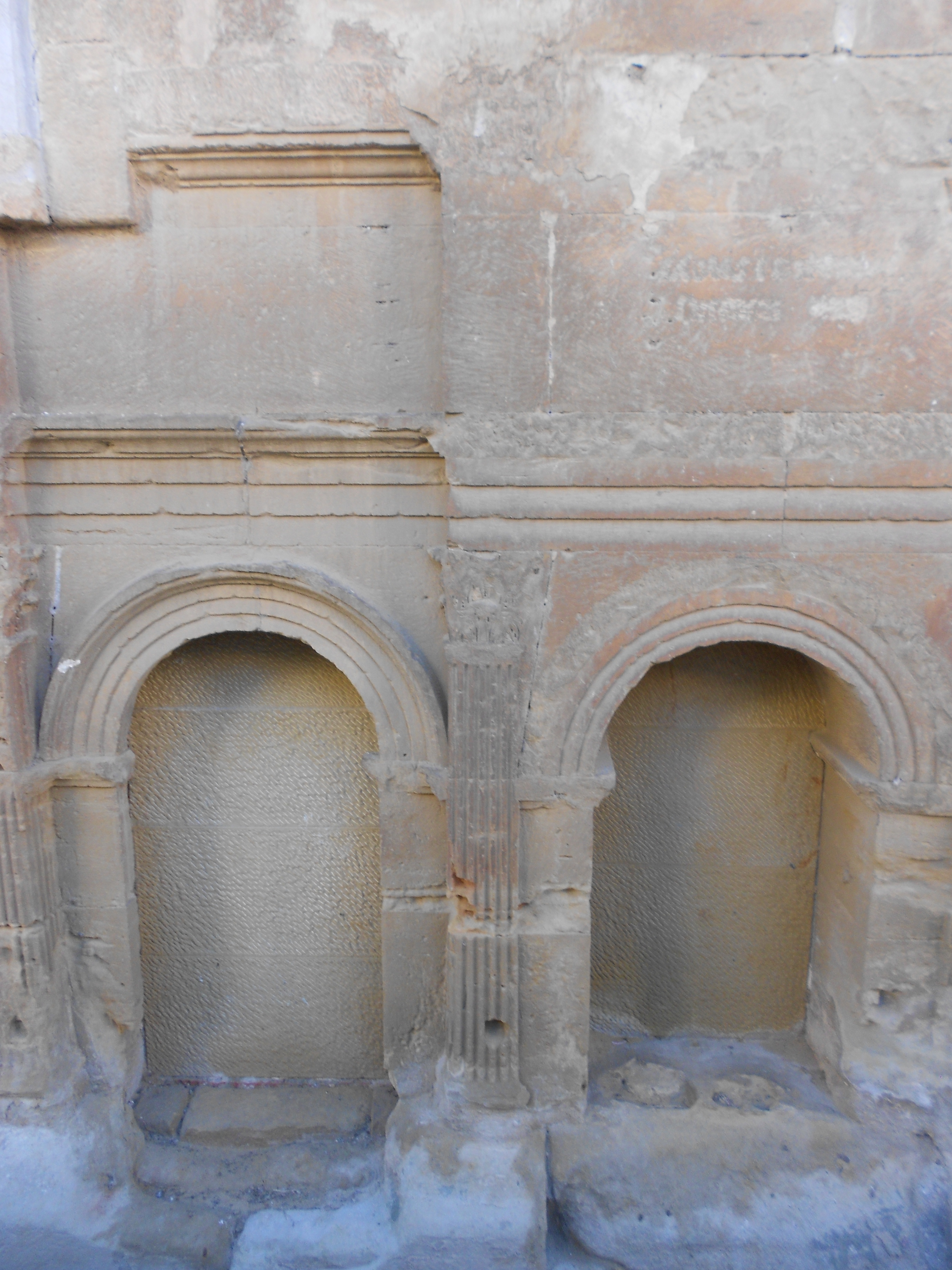
Mausoleo de Chiprana.

Los edificios de la población suben de la llanura hasta coronar un cerro, constituyendo éste un excepcional mirador sobre el Ebro.
De especial interés es el mausoleo romano, integrado dentro de los muros de la ermita de la Consolación. Conocido como Mausoleo de Chiprana, es Monumento Nacional desde 1931. Data del siglo II d. C., perteneció al magistrado Lucio Fablo Severo y en él estaban enterradas sus hijas de muy corta edad.

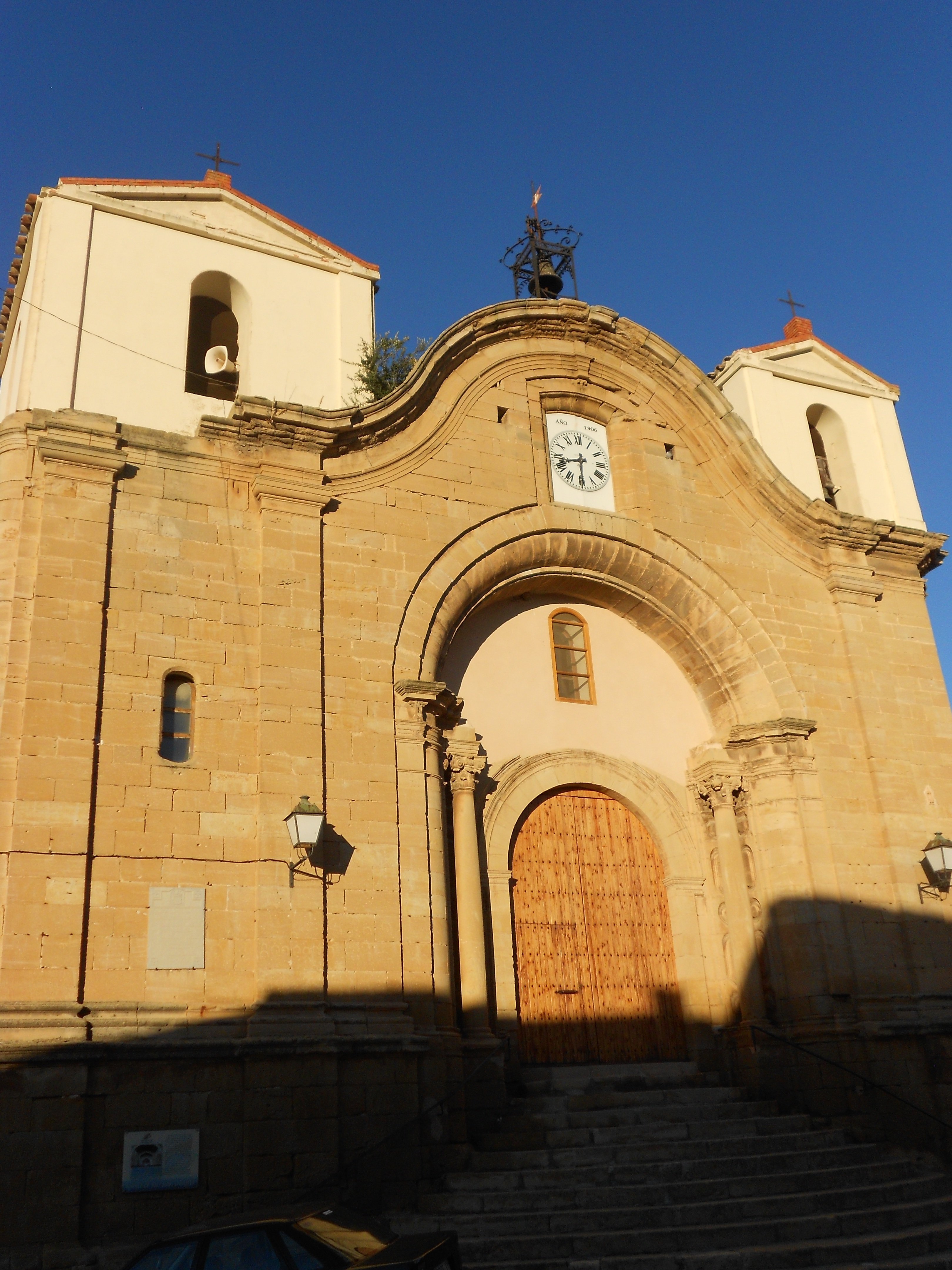
Iglesia gótica de San Juan Bautista (siglos XIV-XV)

La iglesia parroquial, dedicada a San Juan Bautista, es un templo gótico pero adscrito a una tipología con muy pocos ejemplares en Aragón; la techumbre de madera se sostiene con jácenas que apoyan en arcos diafragmas, entre los cuales —y esto es lo excepcional— se abren abovedadas capillas laterales.
La capilla mayor es de planta cuadrada y se cubre con crucería sencilla cuya clave repite la Cruz de San Juan, legado de la relación que tuvo la localidad con la Orden Hospitalaria. Recientemente se han descubierto unas pinturas mudéjares que decoraban sus paramentos.
Otra construcción de interés es El Granero, edificio de planta rectangular realizado en sillería que se cubre a doble vertiente mediante estructura de vigas de madera y teja árabe. Edificado en los siglos XVIII-XIX, actualmente alberga la Casa de Cultura. 
Por otra parte, diversos peirones jalonan el municipio. El peirón de Santa Bárbara, de estilo futurista, fue diseñado por Carlos Bressel. Otro peirón, el de Loscos, fue erigido con ocasión del centenario del fallecimiento del botánico Francisco Loscos Bernal.
Cerca de Chiprana existe una torre fusilera de señales, la Torre de El Mocatero, construida en el siglo XIX para su uso contra las tropas carlistas.
Por último, al sur del municipio se encuentran las ruinas de Palermo, restos de un poblado íbero-romano.

### Patrimonio natural

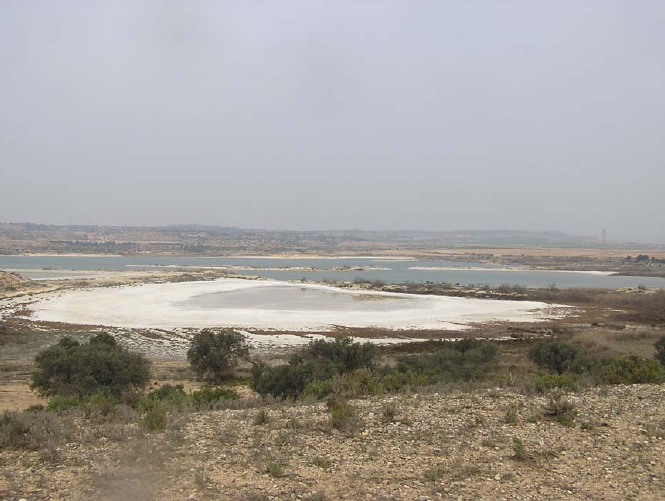
Laguna salada de Chiprana.

En el término municipal se encuentra el lagunar de Saladas de Chiprana, complejo de gran interés ecológico por sus singulares condiciones ambientales.
Comprende la Salada Grande de Chiprana, sus satélites occidentales, Prado del Farol y Salada de Roces, y otras tres pequeñas subcuencas.
El complejo ocupa el fondo de una amplía aunque poco profunda depresión, de unas 500 ha de superficie, situada sobre la cota de los 150 m s. n. m.
El complejo lagunar constituye la única laguna endorreica salina de aguas permanentes profundas en Europa occidental.
La Salada Grande es la laguna salada más grande y profunda de la Península —su profundidad alcanza los 5,6 m—, y además es única en cuanto a sus características físico-químicas, ya que es un lago salino continental permanente.
La peculiar composición química de sus aguas, en las que predominan los iones de sulfato y de magnesio sobre los cloruro y sodio,determina que proliferen unas comunidades bacterianas y vegetales muy singulares.
Entre la flora destaca la presencia de la Ruppia maritima, planta de agua dulce tolerante a la sal, siendo el único lugar del continente europeo donde se la puede encontrar.
Por este motivo y por la presencia del raro tarro blanco —ave anseriforme de la familia Anatidae—, ha sido declarada Reserva Natural por el Gobierno de Aragón y es considerado Humedal de Importancia Internacional según el Convenio de Ramsar —véase Sitios Ramsar en España—.

## Fiestas y tradiciones
- 3 de febrero, San Blas. Las mujeres retiran las cintas que lleva el santo, cintas que según la tradición tienen propiedades contra las enfermedades de la garganta.
- Sábado de la semana correspondiente al 25 de abril, romería de San Marcos.
- 16 de agosto, San Roque. Suelen tener una duración de tres a cuatro días e incluyen suelta de «toro de fuego».